# All4Labels Group
Die All4Labels Group produziert Haftetiketten, flexible Verpackungen, Sicherheitstechnologien und Software. Sie ist mit mehr als 3000 Mitarbeitern an 29 Produktionsstandorten in unterschiedlichen Ländern vertreten.
Der Hauptsitz des Unternehmens befindet sich in Witzhave.

## Geschichte
Den Grundstein für die Rako Etiketten Gruppe legten Ralph und Gabriele Koopmann im Jahre 1969 mit der Gründung einer kleinen Druckerei in Braak bei Hamburg. Im Jahr 1972 zog die Druckerei an den heutigen Hauptsitz nach Witzhave.
Rako Etiketten produzierte zunächst Selbstklebeetiketten und erweiterte im Jahr 1984 das Produktportfolio durch die Gründung der Tochtergesellschaft Flexiket GmbH, die auf den nachträglichen Eindruck bei bereits bestehenden und gestanzten Haftetiketten (z. B. Sorteneindrucke Nummerierungen) innerhalb von 48 Stunden spezialisiert war.
1989 erfolgte durch die Gründung der Folienprint Rako GmbH, die sich auf die Herstellung flexibler Verpackungen und Shrink Sleeves spezialisiert hat.
Ab 1995 konnten Sicherheitshologramme und Technologien zum Schutz der Produkte gegen Fälschungen, Nachahmung und Produktpiraterie von der Hologram Company angeboten werden. Zu späterem Zeitpunkt ist das Produktportfolio um elektronische Warensicherungs- und RFID Systeme (Rako Security-Label Produktsicherungs GmbH) sowie Sicherheitsetiketten für die Airline Industrie (Security Label GmbH) ergänzt worden.
Im Bereich Selbstklebeetiketten sind im Laufe der Zeit mehrere Tochtergesellschaften innerhalb Deutschlands, aber auch in Frankreich, der Schweiz, China und Südafrika dazugekommen.
Im Jahr 2016 fusionierte Rako Etiketten mit X-label und Baumgarten. Im Zuge des Zusammenschlusses wurde der gemeinsame Name All4Labels – Global Packaging Group für den gemeinsamen Marktauftritt gewählt. Die Gesellschaft blieb eigentümergeführt, mit der Geschäftsleitung bestehend aus Matthias Kurtz und Adrian Tippenhauer von Rako, Tim Fiedler und Jan Oberbeck von X-label sowie Fernando Gabel von Baumgarten.
2018 schloss sich die Nuceria Group, einem Hersteller von Haftetiketten und Sleeves aus Italien, mit All4Labels zusammen. Durch die Fusion mit Nuceria wuchs die Gruppe auf insgesamt 29 Produktionsstätten weltweit an. Im Jahr 2020 wurde bekanntgegeben, dass Triton, ein schwedischer Fonds, einen Anteil an All4Labels erwirbt. Damit wird Genui als Investor der Gruppe abgelöst. Weiterhin akquirierte All4Labels 2020 Rotomet, Italiens führenden Shrink Sleeve Lieferanten, sowie die Roll-fed Aktivitäten der GPS Gruppe. Damit wurde GPS-Rotomet zur hundertprozentigen Tochtergesellschaft von All4Labels.